# Kaunispää

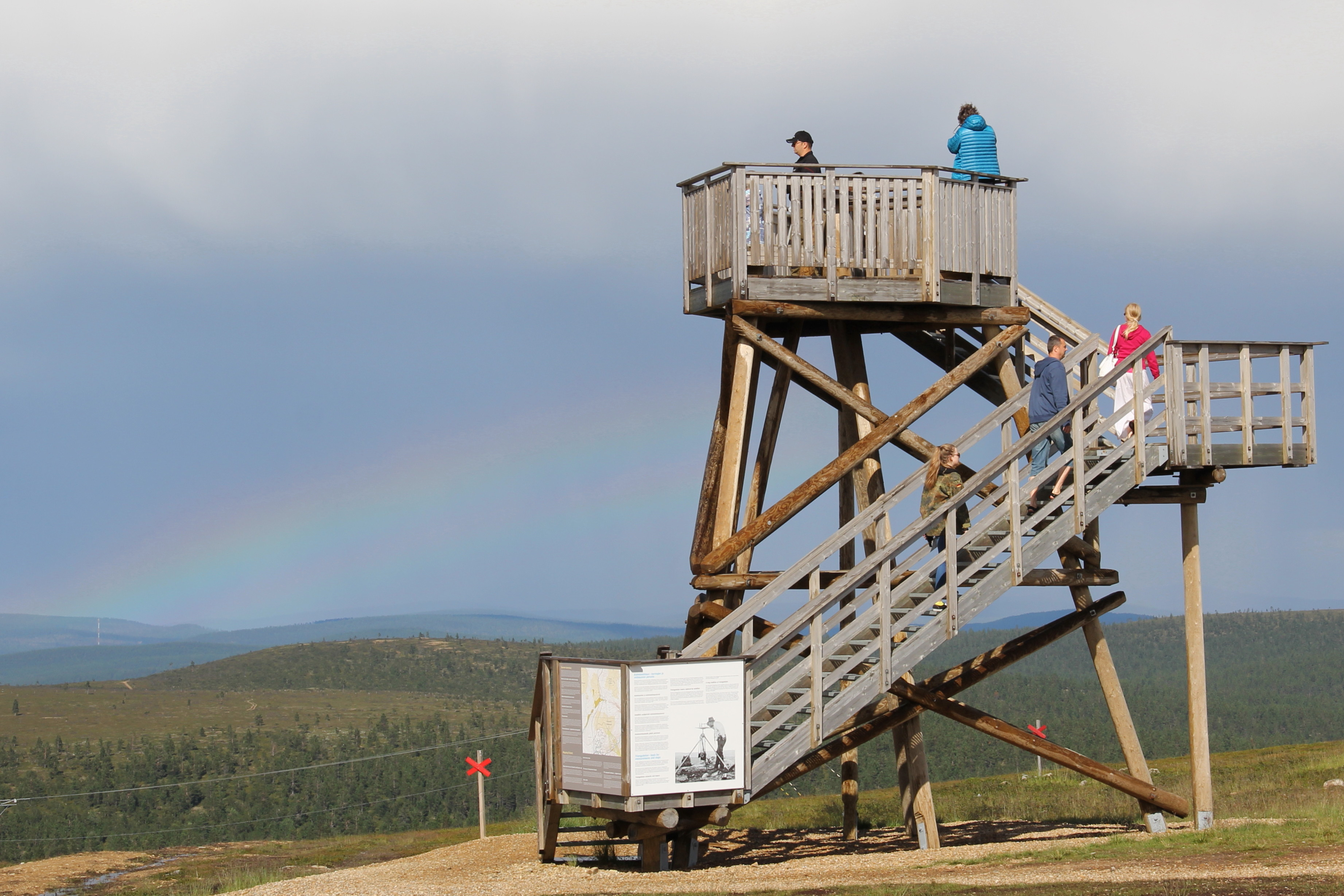
Torre de observación en Kaunispää, construida en homenaje a las torres de triangulación usadas para orientarse en la zona

Kaunispää (en sami inari: Čaabâuâivi, aunque en los mapas se escribe Čaabuáivás) es una colina ártica de 438metros de altitud sobre el nivel del mar. Es una de las colinas árticas más elevadas cerca del pueblo de Saariselkä, en la municipalidad de Inari, en la Laponia finlandesa. Es la única colina de la zona a la cual se puede acceder en coche. En la cima se encuentra un restaurante con capacidad para 250 comensales, incluyendo una zona con capacidad para 50 personas al estilo de una cabaña lapona, donde se cocina al fuego de manera tradicional. El mismo edificio sirve como tienda de recuerdos. En septiembre de 2011 se construyó una Torre de Observación de 7,5 m de alturaen recuerdo de una torre de triangulación, usada antiguamente para orientarse, que estuvo en Kaunispää desde 1957 hasta 2009. Hay un telesilla que sube hasta la cima desde el Ski Saariselkä Sport Resort. En su cima se encuentra también un letrero de Saariselkä al estilo del cartel de Hollywood.
Kaunispää bordea el parque nacional de Urho Kekkonen y desde su cima hay vistas del mismo, así como de la reserva natural de Sompio y la tundra que rodea a la zona de Hammastunturi. En Kaunispää también se encuentra la pista de trineo más larga de Finlandia La colina de Kaunispää se considera uno de los mejores miradores de la Laponia finlandesa, y es visitada por más de 100.000 personas cada año. Durante la etapa de la fiebre del oro fue un lugar muy relevante, igual que Hammastunturi, y en Kaunispää fue donde se encontró la pepita de oro más grande de Finlandia

## Historia
En noviembre de 1944 hubo varias batallas de la guerra de Laponia en Kaunispää, en el marco de la Segunda Guerra Mundial. Durante estas batallas, los edificios que había en la cima de la colina, como la cabaña de los guardas antiincendios o un granero, fueron destruidos.